# Константин Комнин Дука
Константин Комнин Дука (др.-греч. Κωνσταντίνος Κομνηνός Δούκας) (ок. 1172 — после 1242) — Эпирский губернатор Акарнании и Этолии со столицей Лепанто приблизительно с 1215 года. 
После того, как Феодор Комнин Дука в 1224 году захватил Фессалоники и был коронован императором, Константину Дуке был дарован титул деспот, который он сохранил до конца жизни.

## Происхождение
Константин Комнин Дука был представителем византийского семейства Дук, сын севастократора Иоанна Дуки и его второй жены Зои Дукини. Его братьями были: основатель Эпирского государства Михаил I, Феодор и Мануил.

## Биография
О жизни Константина Дуки известно немного. Он родился около 1172 года. Возможно, это тот самый Константин Дука, который перед самым падением Константинополя 12 апреля 1204 года оспаривал императорскую корону у Константина Ласкариса. Около 1208 года он сопровождал свергнутого императора Алексея III Ангела, который нашёл прибежище при эпирском дворе. После чего они переправились в Конийский султанат. Оттуда, с поддержкой турок, Алексей безуспешно пытался завладеть Никейской империей.
По возвращении в Эпир, Константин был назначен губернатором Акарнании и Этолии со столицей в Лепанто. Возможно это произошло в 1215 году, когда трон Эпира унаследовал Феодор Комнин Дука. В 1216 году он участвовал в походе правителя Эпира против болгар. Константин успешно сражался с латинянами, отвоевав у них Неопатры и Ламию. Однако его правление было отмечено конфликтом с епископом Иоанном Апокавком, протестовавшим против его авторитарного правления и чрезмерных налоговых сборов. Спор привёл к смещению Апокавка в 1220 году. Конфликт был исчерпан после состоявшегося в мае 1221 года собора, после которого Иоанн был восстановлен в должности. После этого отношения Апокавка с Константином улучшились и епископ даже составил энкомий в его честь.
В 1224 года, когда Феодор Комнин Дука захватил латинское королевство Фессалоники и был коронован императором ромеев в Фессалониках, Константин вместе со своим братом Мануилом получил титул деспот. С этого времени о деятельности Константина почти ничего не известно. Вероятно, он не принимал участия в катастрофической битве при Клокотнице в 1230 году, в которой Феодор был пленён и недавно образованная Фессалоникская империя раскололось. Так, в 1231 году, власть в Эпире принял Михаил II Комнин Дука, в то время как Мануил стал новым Фессалоникским императором. Константин также был фактически независимым от Эпира и Фессалоник правителем своих владений, придерживаясь союза со своими родственниками. 
В 1237 году Константин поддержал возвратившегося из болгарского плена Феодора, который сверг Мануила и сделал своего сына Иоанна новым императором Фессалоник. Последний раз Константин упоминается в 1242. Вероятно он умер вскоре после этой даты. Неизвестно, был ли он женат и имел ли детей. После его смерти Михаил II Комнин Дука присоединил Акарнанию и Этолию к своим владениям в Эпире и Фессалии.